# Craig Watson
Craig Robert Watson (Invercargill, 2 giugno 1971) è un triatleta neozelandese.

## Carriera
Ha partecipato alle prime olimpiadi di triathlon (Sydney 2000) arrivando al sedicesimo posto.
Nel 2001 ha vinto la medaglia di bronzo ai campionati del mondo di triathlon di Edmonton.
È sposato con la triatleta francese Héléne Solomon.

## Vita privata
- È sposato con la triatleta francese Héléne Solomon, con cui ha creato il marchio "KiWAMi" d'abbigliamento per triathlon.